# 柳井俊二

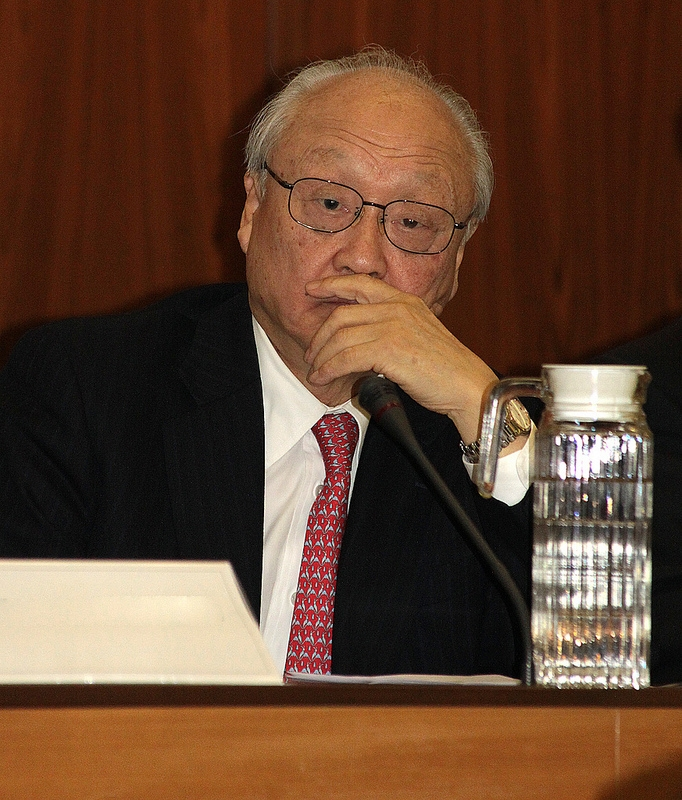
柳井俊二（2013年）

柳井 俊二（やない しゅんじ、1937年1月15日 - ）は、日本の外交官。外務事務次官（1997年7月 - 1999年9月）、駐米大使（1999年9月 - 2001年10月）。2005年からは国際海洋法裁判所の判事を務めており、2011年10月には同裁判所長に選出された。

## 略歴
東京生まれ。父は条約局長を務めた外交官・弁護士の柳井恒夫、兄は運輸官僚の柳井乃武夫。姉婿は柳谷謙介（1924年 - 2017年。元外務事務次官、成城大学・成城学園理事長）。
祖父は医師の柳井貴三で、柳井家は代々備中松山藩の藩医をしていた家系。
学習院初等科、学習院中・高等科を経て、1961年、東京大学法学部卒業、外務省入省。フランス語研修（ストラスブール大学）、在フランス大使館、国連代表部、在インドネシア大使館、在韓国大使館の各在外公館に勤務。外務省本省では、経済局、条約局、アジア局勤務。1988年、サンフランシスコ総領事。1990年、条約局長、総合外交政策局長（初代）、内閣府国際平和協力本部事務局長、外務審議官（政務）などを歴任した。1997年、外務事務次官、1999年、駐米大使就任。2010年7月、外務省顧問退任。
1991年8月27日、当時条約局長として参議院予算委員会で、「（日韓基本条約は）いわゆる個人の請求権そのものを国内法的な意味で消滅させたというものではない。日韓両国間で政府としてこれを外交保護権の行使として取り上げることができないという意味だ」と答弁。これ以降、韓国より個人請求権を根拠にした訴訟が相次ぐようになった。
駐米大使在任中、アメリカ同時多発テロ事件直後の2001年9月15日、リチャード・アーミテージ国務副長官との非公式会談にて、アーミテージからショー・ザ・フラッグ（旗幟を鮮明にしろ / 日の丸を見せよ）と伝えられたと報道された。これは柳井本人によれば誤報で、1990年のクウェート侵攻から翌1991年の湾岸戦争に至る過程で、丹波實北米局審議官が「中東貢献策」のとりまとめに渡米した時、米側のリチャード・アーミテージから「ショー・ザ・フラッグ」と言われた話は広まっていたが、柳井本人の時は言われていないという（「日本の集団的自衛権」も参照）。また、この湾岸戦争時の米側から日本への事前通告が直前だったため、2001年のアフガニスタン紛争開戦前には、もっと早く伝えてほしいと申し入れ、米側は1日、2日前に教えてくれた。ただし「マキコには言うな」の条件付きであったとのこと。
その後は、谷内正太郎総合外交政策局長の下で、テロ対策特別措置法成立下、一気にイージス艦派遣の流れが作り上げられたと、天木直人は述べている。
2001年10月、田中眞紀子外相のもとで明るみに出た外務省機密費流用事件で厳重訓戒処分を受け、給与を自主返納するとともに、小泉純一郎総理大臣の意向で、斎藤邦彦、川島裕、林貞行ら他の次官経験者3人とともに更迭される。退官後、中央大学法学部法律学科、中央大学法科大学院教授（国際法）に就任。2005年国際海洋法裁判所判事就任。
2007年には安倍晋三首相が設置した私的諮問機関「安全保障の法的基盤の再構築に関する懇談会」の座長として、日本の集団的自衛権に関する憲法解釈の見直しを検討していた。安倍内閣の退陣によりこの議論は止まり、その後2012年に安倍が再び総理大臣になったことで再開された。小泉純一郎政権当時に設置された、やはり私的諮問機関「安全保障と防衛力に関する懇談会」座員。

### 年表
- 2002年 4月 - 2007年3月 中央大学法学部教授
- 2003年 4月 - 2007年3月 早稲田大学大学院公共経営研究科・早稲田大学法学部客員教授
- 2004年 4月 - 2007年3月 中央大学法科大学院教授
- 2005年10月より現在 国際海洋法裁判所（在ハンブルク）判事
  - 2011年10月1日に日本人としてはじめて国際海洋法裁判所裁判長に選出された[9]。2011年10月より3年間裁判所所長を務める。

- 2007年 5月 - 2008年6月 「安全保障の法的基盤の再構築に関する懇談会」座長

2017年11月3日付の秋の叙勲で、瑞宝大綬章を受章。
現職は、国際海洋法裁判所判事、中央大学ビジネススクールアドバイザリーボード、早稲田大学日米研究機構特命教授、朝日大学法学部・大学院法学研究科客員教授（2015年4月－2018年3月）。

## 同期
外務省入省同期には、佐藤行雄（駐豪・蘭大使、北米局長）、兵藤長雄（東経大教授、駐ベルギー大使、欧亜局長）、村田光平（駐スイス大使）、川上隆朗（JICA総裁、駐インドネシア大使）、小原武（駐イラン大使、中近東アフリカ局長）、久米邦貞（儀典長、駐独大使）、赤尾信敏（駐タイ大使、国連局長）など。
門下生には、櫻井大三(学習院女子大学国際文化交流学部教授)など。

## 著書
柳井俊二 『外交激変』朝日新聞社 2007